# Gorgoniapolynoe galapagensis
Gorgoniapolynoe galapagensis är en ringmaskart som beskrevs av Pettibone 1991. Gorgoniapolynoe galapagensis ingår i släktet Gorgoniapolynoe och familjen Polynoidae. Inga underarter finns listade i Catalogue of Life.